# Pré-renderização
Pré-renderização é o processo de renderização em que as imagens não são renderizadas em tempo-real pelo hardware de saída ou de exibição do vídeo. O vídeo é gravado com outros equipamentos (geralmente mais potentes que os utilizados para a exibição do vídeo posteriormente processado. Arquivos de vídeos pré-renderizados (geralmente filmes) também podem ser disponibilizados para terceiros. Arquivos pré-renderizados são usados quando o processamento em tempo real não é possivel para obter o mesmo resultado.
O primeiro jogo eletrônico a usar pré-renderização foi o jogo de arcade Xevious (1982). Outros exemplos incluem Alone in the Dark (1992), Myst (1993), Donkey Kong Country (1994), Resident Evil (1996), Final Fantasy VII (1997), Parasite Eve (1998), Fear Effect (2000) e Onimusha: Warlords (2001).